# Élénie
Taxons concernés
Deux genres de la famille des Tyrannidae :
- Elaenia
- Myiopagismodifier

L'appellation élénie (ou, moins fréquemment, élaène) désigne vingt-neuf espèces d'oiseaux de la famille des Tyrannidae qui forment les genres Elaenia, Myiopagis et Pseudelaenia.

## Espèces concernées
D'après la classification de référence (version 9.2, 2019) du Congrès ornithologique international (ordre phylogénique) :
- Myiopagis gaimardii (d'Orbigny, 1840) – Élénie de Gaimard
- Myiopagis caniceps (Swainson, 1835) – Élénie grise
- Myiopagis olallai Coopmans & Krabbe, 2000 – Élénie d'Olalla
- Myiopagis subplacens (Sclater, PL, 1862) – Élénie striée
- Myiopagis flavivertex (Sclater, PL, 1887) – Élénie à couronne d'or
- Myiopagis viridicata (Vieillot, 1817) – Élénie verdâtre
- Myiopagis cotta (Gosse, 1849) – Élénie de Jamaïque
- Elaenia flavogaster (Thunberg, 1822) – Élénie à ventre jaune
- Elaenia martinica (Linnaeus, 1766) – Élénie siffleuse
- Elaenia spectabilis Pelzeln, 1868 – Élénie remarquable
- Elaenia ridleyana Sharpe, 1888 – Élénie de Noronha
- Elaenia albiceps (Orbigny et Lafresnaye, 1837) – Élénie à cimier blanc
- Elaenia chilensis Hellmayr, 1927 – Élénie du Chili
- Elaenia parvirostris Pelzeln, 1868 – Élénie à bec court
- Elaenia mesoleuca (Deppe, 1830) – Élénie olivâtre
- Elaenia strepera Cabanis, 1883 – Élénie bruyante
- Elaenia gigas P. L. Sclater, 1871 – Élénie écaillée
- Elaenia pelzelni Berlepsch, 1907 – Élénie brune
- Elaenia cristata Pelzeln, 1868 – Élénie huppée
- Elaenia chiriquensis Lawrence, 1865 – Élénie menue
- Elaenia brachyptera von Berlepsch, 1907 - Élénie du Narino
- Elaenia ruficeps Pelzeln, 1868 – Élénie tête-de-feu
- Elaenia frantzii Lawrence, 1865 – Élénie montagnarde
- Elaenia obscura (Orbigny et Lafresnaye, 1837) – Élénie obscure
- Elaenia sordida Zimmer, JT, 1941 – ?
- Elaenia dayi Chapman, 1929 – Élénie de Day
- Elaenia pallatangae P. L. Sclater, 1862 – Élénie de Pallatanga
- Elaenia olivina Salvin & Godman, 1884 – Élénie du Roraima
- Elaenia fallax P. L. Sclater, 1861 – Élénie sara[1],[2]
- Pseudelaenia leucospodia (Taczanowski, 1877) – Élénie gris et blanc[3]